# 鳥羽ドック

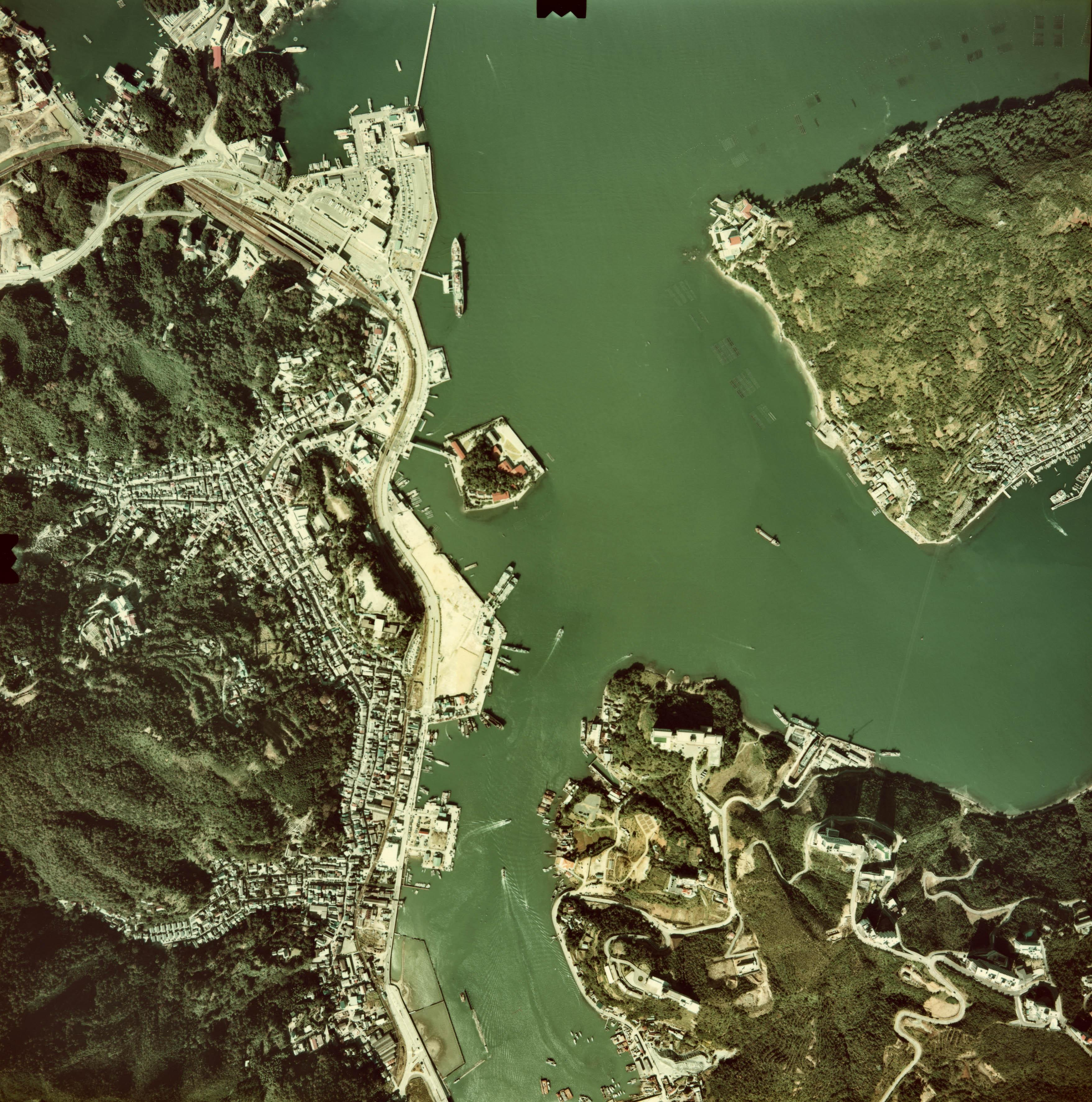
鳥羽港の空中写真（1975年）。画面右下の安楽島地区に鳥羽ドックの造船所がある。

鳥羽ドック株式会社（とばどっく）は、三重県鳥羽市に本社・事業所を置く船舶修繕事業者である。
現法人は、2024年（令和6年）2月に新設分割により発足した法人であるが、本項目ではそれ以前からの経過を含めて記述する。

## 概要
内田造船株式会社（三重県伊勢市）が1964年（昭和39年）に修繕船部門の強化のため鳥羽市に進出し、ドックを開設した際、修繕専門の子会社として設立された。2024年（令和6年）現在、収容能力3,500総トンのドックを備え、各種船舶の定期・中間検査、修繕、改造工事を行っている。年間に35隻前後を取り扱い、船種は曳船・漁船・各種内航船・官公庁船等幅広い範囲に及んでいる。
なお、2023年（令和5年）現在、設立母体の内田造船は、おもに各種橋梁・鋼構造物の製造を行っており、造船業は新造船事業・修繕船事業のいずれも行っていない。
その後、2024年（令和6年）に、石油製品の内航海運事業等を営む上野グループが、鳥羽ドックの事業を傘下に収めて船舶修繕事業に進出することとなり、同年2月1日付で鳥羽ドックの中核事業である船舶修繕部門と法人名を新設法人に分割の上、同日付で新設法人の全株式を上野グループの上野マリタイム・ジャパン株式会社が取得し、子会社化した。

## 主要設備
- 乾ドック 105m × 17.5m × 8.35m 収容能力3,500GT[1][2]
- ジブクレーン 5t・30t[1][2]

現行設備は、1970年（昭和45年）に「第2ドック」として建設されたもの。その後拡張・整備を重ねて上記の規模となった。

## 沿革
- 1964年（昭和39年）10月 - 内田造船株式会社により鳥羽市安楽島町に1,000総トン型ドックを設置[1]。修理部門として内田造船鳥羽ドック株式会社を設立[1]。
- 1970年（昭和45年）11月 - 鋼船修理の需要増加に対応するため、現所在地にあたる鳥羽市安楽島町1075番地に第2ドックとして3,000総トン型ドックを建設[1][2]。修理能力は年間200隻・70,000総トンとなる[1]。
- 1974年（昭和49年）4月 - 第2ドックの呼称能力を3,500総トンに変更する[1]。
- 1975年（昭和50年）6月 - 第2ドックに曳船用推進器オーバーホール工場及び30tクレーンを設置[1]。
- 1981年（昭和56年）6月 - 内田造船鳥羽ドック株式会社から鳥羽ドック株式会社に改称[1]。
- 1990年（平成2年）12月 - 建設業許可を取得[1]。
- 2024年（令和6年）2月 - 船舶修繕事業部門と法人名を新設法人に分割の上、新設法人の全株式を上野グループの上野マリタイム・ジャパン株式会社が取得し、子会社化[4]。上野グループ傘下となる[4]。